# Philoscia pigmentatusmina
Philoscia pigmentatusmina là một loài chân đều trong họ Philosciidae. Loài này được miêu tả khoa học năm bởi Budde-Lund.